# Carl-Erik von Braun

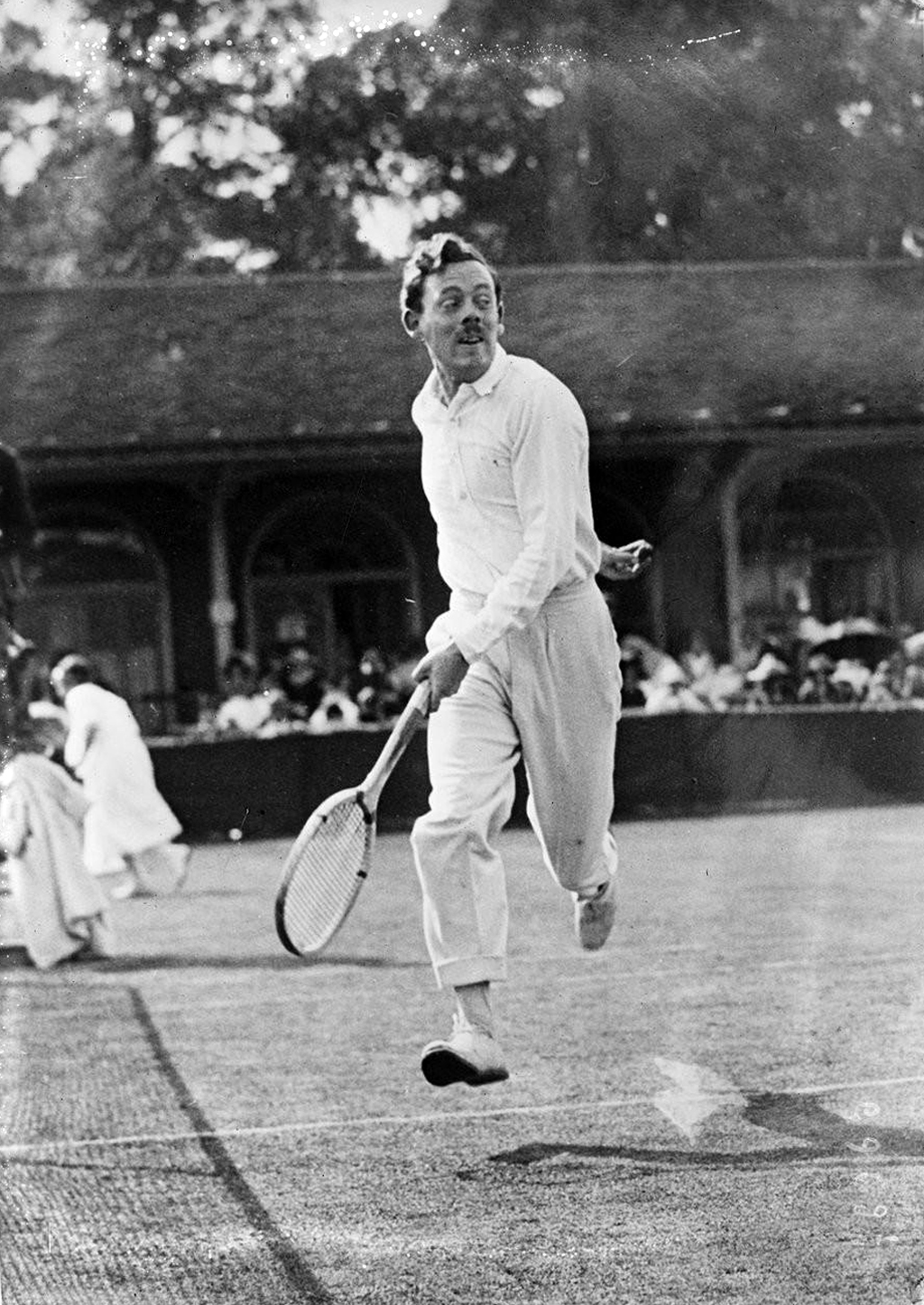
Carl-Erik von Braun (1922).

Carl-Erik von Braun, född 14 november 1896 i Göteborg, död 2 november 1981 i Helsingborg, var en svensk tennisspelare. Han var professionell i England men representerade Sverige i Olympiska sommarspelen 1920 i Antwerpen. Han spelade i Wimbledonmästerskapen 1920-25 och spelade även Davis Cup i Nederländerna 1925 där han i dubbel tävlade tillsammans med Marcus Wallenberg.